# Alkotmány napja (Oroszország)
Az alkotmány napja (oroszul: День Конституции, magyar átírásban: Gyeny Konsztyitucii) ünnepnap (emléknap) Oroszországban, amely az Oroszországi Föderáció alkotmányának 1993-as elfogadására emlékezik. Minden év december 12-én ünneplik. 2005-ig munkaszüneti nap is volt, azóta munkanapnak számít, amennyiben hétköznapra esik.
Az 1991. december 25-én a Szovjetunió megszűnésével létrejött Oroszországi Föderáció alkotmányát az 1993. december 12-én, a parlamenti választásokkal egyidőben megtartott népszavazással fogadták el. Ezt a napot az 1994. szeptember 14-én Borisz Jelcin által aláírt elnöki rendelettel nyilvánították ünnepnappá Oroszországban. Egy 1994. december 9-én kiadott elnöki rendelettel ugyanazt a napot munkaszüneti nappá is nyilvánították. Az ünnepnapokról is rendelkező Munka Törvénykönyvének 2004. december 24-i parlamenti módosítása megszüntette az alkotmány napjának munkaszüneti nap státuszát és a december 12-i dátumot emléknappá változtatta. Így 2005-től már nem volt munkaszüneti nap az alkotmány napja Oroszországban.
2013-ban az orosz alkotmány elfogadásának 20. évfordulóján Vlagyimir Putyin elnök egyes elítéltek (elsősorban idős, terhes és gyermekes elítélt személyek) számára amnesztiát kezdeményezett, amelyet az Állami Duma a 2013. december 19-i határozatában megerősített.
Az alkotmány napja a Szovjetunióban is létező ünnep volt, amely a szovjet alkotmány elfogadásának napjához kapcsolódott. 1977-ig december 5. volt az alkotmány napja a Szovjetunióban, amely az 1936-os sztálini alkotmány elfogadásának napja volt. 1997-től október 7., az új szovjet alkotmány (az ún. fejlett szocializmus alkotmánya) elfogadásának időpontja lett az alkotmány ünnepnapja.